# Distrito de Nyons
El distrito de Nyons es un distrito (en francés arrondissement) de Francia, que se localiza en el département de Drôme, de la región de Auvernia-Ródano-Alpes (en francés Rhône-Alpes). Cuenta con 7 cantones y 101 comunas.

## División territorial

### Cantones
Los cantones del distrito de Nyons son:
1. Cantón de Buis-les-Baronnies
2. Cantón de Grignan
3. Cantón de Nyons
4. Cantón de Pierrelatte
5. Cantón de Rémuzat
6. Cantón de Saint-Paul-Trois-Châteaux
7. Cantón de Séderon

### Comunas
| 1. Arpavon (26013)                    | 2. Aubres (26016)                    | 3. Aulan (26018)                    | 4. Ballons (26022)                     |
| 5. Barret-de-Lioure (26026)           | 6. La Baume-de-Transit (26033)       | 7. Beauvoisin (26043)               | 8. Bellecombe-Tarendol (26046)         |
| 9. Bouchet (26054)                    | 10. Buis-les-Baronnies (26063)       | 11. Bénivay-Ollon (26048)           | 12. Bésignan (26050)                   |
| 13. Chamaret (26070)                  | 14. Chantemerle-lès-Grignan (26073)  | 15. La Charce (26075)               | 16. Chaudebonne (26089)                |
| 17. Chauvac-Laux-Montaux (26091)      | 18. Châteauneuf-de-Bordette (26082)  | 19. Clansayes (26093)               | 20. Colonzelle (26099)                 |
| 21. Condorcet (26103)                 | 22. Cornillac (26104)                | 23. Cornillon-sur-l'Oule (26105)    | 24. Curnier (26112)                    |
| 25. Donzère (26116)                   | 26. Eygalayes (26126)                | 27. Eygaliers (26127)               | 28. Eyroles (26130)                    |
| 29. Ferrassières (26135)              | 30. La Garde-Adhémar (26138)         | 31. Les Granges-Gontardes (26145)   | 32. Grignan (26146)                    |
| 33. Izon-la-Bruisse (26150)           | 34. Laborel (26153)                  | 35. Lachau (26154)                  | 36. Lemps (26161)                      |
| 37. Mirabel-aux-Baronnies (26182)     | 38. Mollans-sur-Ouvèze (26188)       | 39. Montauban-sur-l'Ouvèze (26189)  | 40. Montaulieu (26190)                 |
| 41. Montbrison-sur-Lez (26192)        | 42. Montbrun-les-Bains (26193)       | 43. Montferrand-la-Fare (26199)     | 44. Montfroc (26200)                   |
| 45. Montguers (26201)                 | 46. Montjoyer (26203)                | 47. Montréal-les-Sources (26209)    | 48. Montségur-sur-Lauzon (26211)       |
| 49. Mérindol-les-Oliviers (26180)     | 50. Mévouillon (26181)               | 51. Nyons (26220)                   | 52. Pelonne (26227)                    |
| 53. La Penne-sur-l'Ouvèze (26229)     | 54. Pierrelatte (26235)              | 55. Pierrelongue (26236)            | 56. Les Pilles (26238)                 |
| 57. Piégon (26233)                    | 58. Plaisians (26239)                | 59. Pommerol (26245)                | 60. Le Poët-Sigillat (26244)           |
| 61. Le Poët-en-Percip (26242)         | 62. Propiac (26256)                  | 63. Le Pègue (26226)                | 64. Reilhanette (26263)                |
| 65. Rioms (26267)                     | 66. La Roche-sur-le-Buis (26278)     | 67. Rochebrune (26269)              | 68. Rochegude (26275)                  |
| 69. La Rochette-du-Buis (26279)       | 70. Roussas (26284)                  | 71. Rousset-les-Vignes (26285)      | 72. Roussieux (26286)                  |
| 73. Réauville (26261)                 | 74. Rémuzat (26264)                  | 75. Sahune (26288)                  | 76. Saint-Auban-sur-l'Ouvèze (26292)   |
| 77. Saint-Ferréol-Trente-Pas (26304)  | 78. Saint-Maurice-sur-Eygues (26317) | 79. Saint-May (26318)               | 80. Saint-Pantaléon-les-Vignes (26322) |
| 81. Saint-Paul-Trois-Châteaux (26324) | 82. Saint-Restitut (26326)           | 83. Saint-Sauveur-Gouvernet (26329) | 84. Sainte-Euphémie-sur-Ouvèze (26303) |
| 85. Sainte-Jalle (26306)              | 86. Salles-sous-Bois (26335)         | 87. Solérieux (26342)               | 88. Suze-la-Rousse (26345)             |
| 89. Séderon (26340)                   | 90. Taulignan (26348)                | 91. Tulette (26357)                 | 92. Valaurie (26360)                   |
| 93. Valouse (26363)                   | 94. Venterol (26367)                 | 95. Verclause (26369)               | 96. Vercoiran (26370)                  |
| 97. Vers-sur-Méouge (26372)           | 98. Villebois-les-Pins (26374)       | 99. Villefranche-le-Château (26375) | 100. Villeperdrix (26376)              |
| 101. Vinsobres (26377)                |                                      |                                     |                                        |